# Wesmaelius nubilus
Wesmaelius nubilus is een insect uit de familie van de bruine gaasvliegen (Hemerobiidae), die tot de orde netvleugeligen (Neuroptera) behoort. 
Wesmaelius nubilus is voor het eerst wetenschappelijk beschreven door Kimmins in 1929.